# Shiva Ka Insaaf
Shiva Ka Insaaf ((HI)  शिवा का इंसाफ़, in italiano La giustizia di Shiva) è un film del 1985 diretto da Raj N. Sippy e prodotto da Romu N. Sippy. È un film di supereroi indiano con protagonisti Jackie Shroff, Poonam Dhillon e Gulshan Grover.

## Colonna sonora
1. Aankho Hi Aankho Me Jaane Jaa Vaade Hue (Asha Bhosle, Mohammed Aziz)
2. Bhang Jamaye Rang Jara Sa (Asha Bhosle, Mohammed Aziz)
3. Ja Ja Re Mawali Dungi Bhar Ke Mai Wo Gaali (Asha Bhosle)
4. Kal Ke Shiva Tum Ho, Tum Bade Pyare Ho Raaj Dulare Ho (Kishore Kumar)
5. Waqt Aagaya Inqulab Lana Hoga (Nandhu Bende, Suresh Wadkar, Mohammed Aziz)

## Premi
- Filmfare Award al miglior sonoro